# 褪蝦籠
褪蝦籠，澳門附近地區報章近年常用的術語。若一名男子遭「褪蝦籠」，即表示該男子與妓女闢室尋歡，睡醒時才發現妓女不知所終，而自己的財物則被偷去。
近年由於澳門賭業興盛，間接亦帶旺了各類色情事業，「褪蝦籠」的案件亦不斷增多，此名詞亦常見報。

## 延伸閱讀
- . 星島日報. 2008年3月7日.[]
- . 華僑日報. 2008年3月18日.
- . 澳門日報. 2009年12月29日: A6版  [2009年12月28日]. （原始内容存档于2009年12月31日）.
- . 澳門日報. 2010年1月10日  [2010年9月23日]. （原始内容存档于2010年3月30日）.
- . 華僑日報. 2010年9月11日  [2010年9月23日]. （原始内容存档于2010年12月2日）.
- . 澳門日報. 2011年4月26日  [2011年4月26日]. （原始内容存档于2011年4月29日）.